# Trnovice
Trnovice är ett samhälle i Montenegro. Det ligger i den norra delen av landet. Trnovice ligger 1 044 meter över havet och antalet invånare är 124.
Terrängen runt Trnovice är huvudsakligen kuperad, men västerut är den bergig. Närmaste större samhälle är Pljevlja, 13,8 km öster om Trnovice. Omgivningarna runt Trnovice är en mosaik av jordbruksmark och naturlig växtlighet.